# ラーンタール
ラーンタール (ドイツ語: Lahntal) は、ドイツ連邦共和国ヘッセン州中部マールブルク＝ビーデンコプフ郡の町村（以下、本項では便宜上「町」と記述する）である。ミッテルヘッセン北西部にあたる。

## 地理

### 位置
ラーンタールはラーン川上流、フランクフルト・アム・マインの北 83 km、マールブルクの北西約 7 km に位置する。
町の西側に高さ 498 m のリムベルクがそびえる。

### 自然環境
西から東に流れ下るラーン川沿いのブルンガースハウゼン地区、ケルンバッハ地区、カルデルン地区はオベーレス・ラーンタール地域に属す。これに対して、シュテルツハウゼン地区、ゴスフェルデン地区、ザルナウ地区、ゲッティンゲン地区はヴェトシャフト盆地に属す。オベーレス・ラーンタール地域は、ロタール山地の支脈へ連なるグラーデンバッハ・ベルクラントの北の継ぎ目にあたる。

### 気候
ラーンタールは、中緯度地方の温暖で雨の少ない気候に属す。夏の日中平均気温は、オベーレス・ラーンタールで 15 - 16 ℃、ヴェトシャフト盆地で 16 - 17 ℃である。冬はそれぞれ、-1 ℃と 1 ℃である。平均降水量はオベーレス・ラーンタール地域で約 800 - 1000 mm、ヴェトシャフト盆地で 700 - 800 mm である。

### 水域
ラーンタール最大の水域は、ラーン川である。この川は町域内北部を西（ダウトフェタール）から東（ケルベ）へ流れ、一部は南東に流れる。ヴェトシャフト川は北（ヴェッター）から流れ込む。ヴェトシャフト川はゲッティンゲンの南東、海抜 192 m の地点でラーン川に左岸から合流する。ラーンタール町内の他の小川は、地理的条件から流路が大変短く、直接・
間接にラーン川に流れ込む。たとえばザルナウ川はザルナウ地区付近でラーン川に合流する。

### 隣接する市町村
ラーンタールは、北と東はヴェッター、南東はケルベ、南はマールブルク、西はダウトフェタール（以上、いずれもマールブルク＝ビーデンコプフ郡）と境を接する。

### 自治体の構成
- ブルンガースハウゼン
- カルデルン
- ゲッティンゲン
- ゴスフェルデン
- ケルンバッハ
- ザルナウ
- シュテルツハウゼン

## 歴史

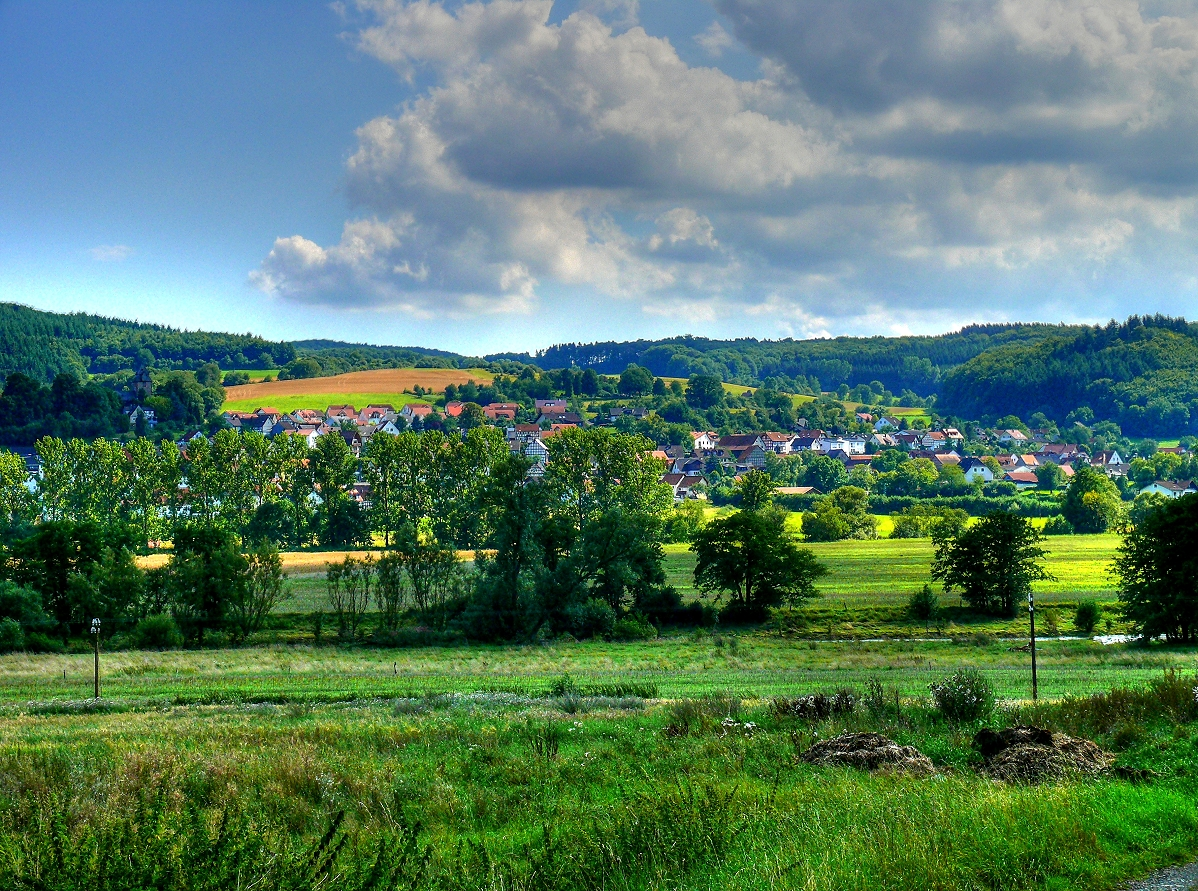
ラーンタール＝カルデルン遠望

この町は、1972年から1977年までのヘッセン州の地域再編の時代に、新しい名称ラーンタールの下に成立した。各地区は、それぞれ独立した歴史的なルーツを有している。
ブルンガースハウゼン地区の近くで1992年に10世紀から13世紀の城趾、ブルガースハウゼン城趾が発見された。この城が貴族家「ド・ブルンゴーデスフーゼン家」と関係があるかどうかは、証拠がないために、現在では明らかでない。
カルデルンの教会は、現在は遺跡だけが遺るシトー会女子修道院の中心であった。この修道院は方伯の裁判所として800年頃に記録されている。
ゲッティンゲン地区は1306年に初めて記録されており、その位置から重要な交通の分岐点となった。三十年戦争以降、フランクフルトからブレーメンに至る通商路がゲッティンゲンやケルベを通っており、ゲッティンゲンからエルベンハルトに至る旧ニーダーライン街道がビュルゲルンのショセーハウス（街道の家）の前を通っていた。
850年頃にはすでにフルダ修道院への寄贈書に初めて記録されたゴスフェルデンは、何世紀もの間マールブルクのドイツ騎士団に属していた。19世紀の初めには、カルデルン、ゴスフェルデン、シュテルツハウゼン、ヴェッターのユダヤ人が属すシナゴーグ組織が設けられた。
ヘッセン州立文書館マールブルクの記録によれば、ケルンバッハ地区は1130年頃に「Cagernbach」として記録されている。その後の1254年のカルデルン修道院の文書には「Kerenbach」と書かれている。
ザルナウ地区 (Sarnau) の名前はケルト語およびスラヴ語起源である。Sarnowa は、ノロジカの草地を意味する。陶器の出土品はそれに適合した古い入植と結びつくものである。ザルナウは1200年頃に初めて文献に登場する。1322年には騎士のゴットシャルク・フォン・ザルノーヴェがザルナウに騎士領を経営していた。

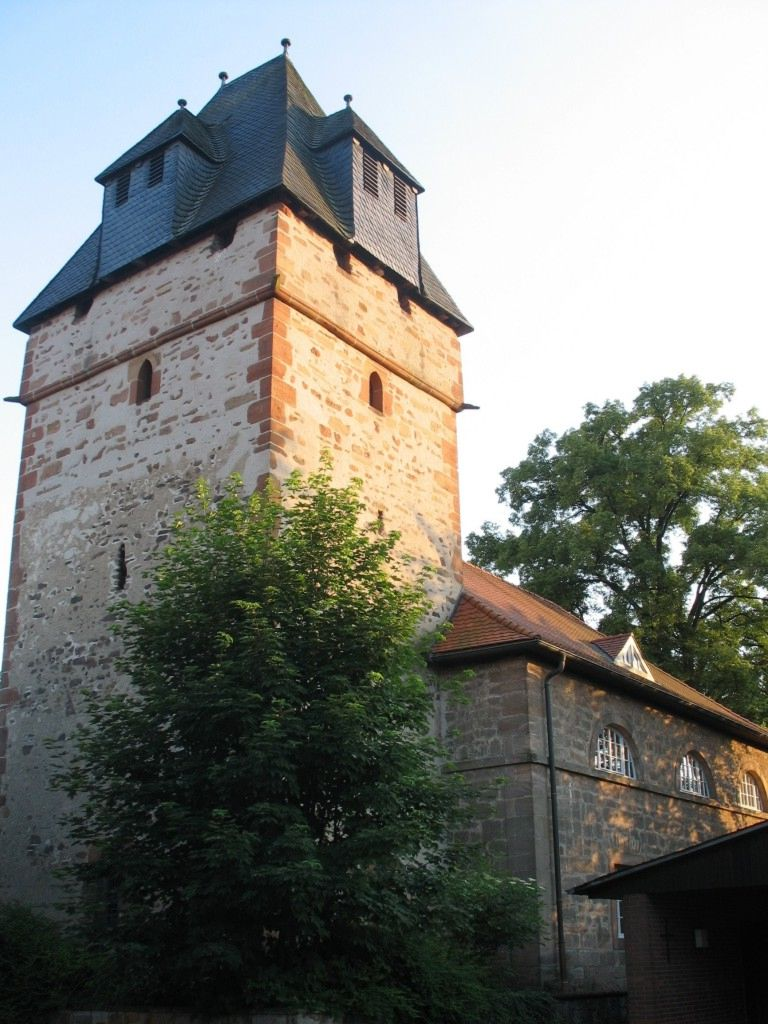
シュテルツハウゼンの教会の防衛塔

シュテルツハウゼン村は、13世紀にはヴェッター伯領に属した。この村について、古い文書や記録は様々な表記をしている。たとえば、Steinerthusen（1280年）、Stereshusen（1330年）、Stertzhausen （1570年）といった具合である。特徴的なシュテルツハウゼンの教会の防衛塔は、はるかに古い建物である。この塔の基礎壁はロマネスク時代の礼拝堂に由来すると、高い確率で推測される。最も古い梁には1246年の年号がある。内陣室には13世紀の壁絵が遺されている。
地域再編では、旧カルデルンと旧ケルンバッハからなるカルデルンが、1971年12月31日にシュテルツハウゼンと合併したことでラーンタールという名の新しい自治体が成立した。1974年7月1日にそれまで独立した町村だったブルンガースハウゼン、ゲッティンゲン、ラーンフェルスが合併して、この町は拡大した。ラーンフェルスは1971年末にゴスフェルデンとザルナウが合併して成立した町村であった。

## 行政

### 議会
ラーンタールの町議会は、31議席からなる。

### 紋章
この町の紋章は赤地で、ドイツ騎士団の紋章（銀地で端まで届く黒い十字）を持つ銀の波帯が描かれている。ドイツ騎士団の紋章の下に、内側を向いて斜めに配された金の修道院長杖。この杖には銀のベールが付いている。紋章に向かって右上に 3枚、下部に 4枚、銀の三つ葉のクローバーが描かれている。この紋章は、ヘッセン州の地域再編によって成立したこの町の姿に基づいており、波帯は町名の由来となったラーン川を示している。クローバーの数は地区の数に対応している。修道院長杖はカルデルン（旧修道院）を、ドイツ騎士団の紋章はラーン川の南に位置するゴスフェルデンの一部をそれぞれ表している。

### 姉妹自治体
- シュサルグ（フランス、エロー県）1986年
- スタラ・キシェバ（ポーランド、ポモージェ県）2005年

ラーンタールは、1986年4月6日からフランスの町シュサルグと姉妹自治体の関係にある。シュサルグは南フランスのエロー県のモンペリエ近郊、地中海にも近い位置にある。ラーンタールとシュサルグとの間は約 1,050 km 離れている。
ポーランドの町スタラ・キシェバとラーンタールとの姉妹自治体関係は、2005年1月10日のポーランドでの式典で強化された。ラーンタール側の調印は2006年5月26日になされた。スタラ・キシェバは人口 6,200人で、とても小さなものも含めて約 20 の集落からなる町である。グダニスクの南約 80 km、マルボルクの西約 80 km にあたる町で、観光上興味深い Kaschubei地方に属す。

### 自治体間共同活動
ラーンタールの町は、2007年以降、ケルベ、ミュンヒハウゼン、ヴェッターと強く共同で活動を行っている。いわゆる郡北部の古典的な行政課題の他に、重要な自治体の将来的課題、たとえば人口統計学的推移、環境適合エネルギーの供給、青少年育成といった問題に自治体間共同で取り組んでいる。また、「老人の住まい」と「ソーラー」の2つの見本市を共同で開催した実績もある。

## 文化と見所

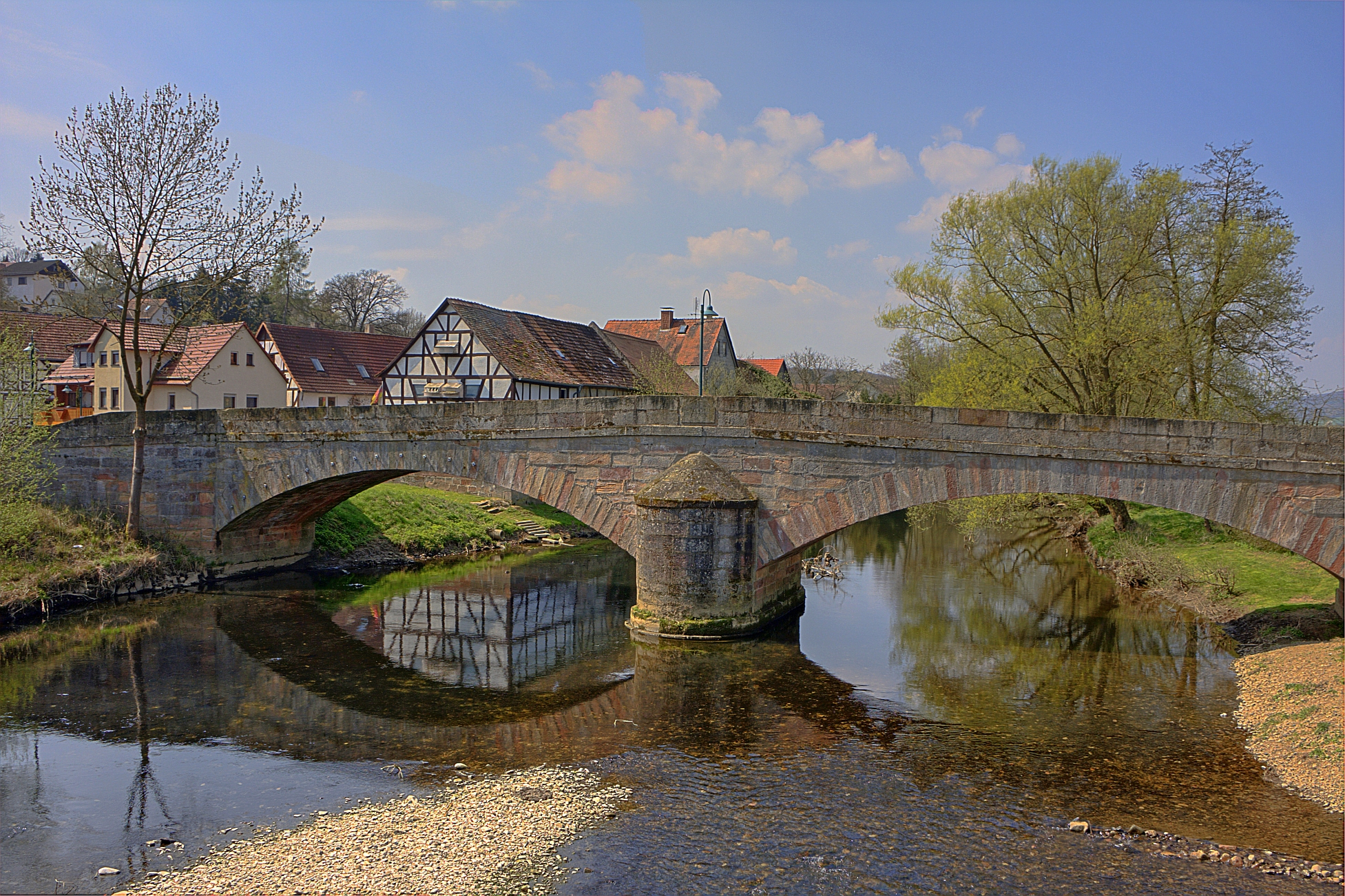
ゴスフェルデンの古い橋

### 建築
- カルデルン近郊のリムベルク塔
- シュテルツハウゼンの教会の12世紀から13世紀に建てられた防衛塔
- ゴスフェルデンのラーン川の古い橋
- ゴスフェルデンのオットー・ウベローデ邸

- リムベルク塔
- オットー・ウベローデ邸

## 経済と社会資本

### 交通
町域を東西に、ヴィーデンコプフ方面からケルベ方面、さらにはアルスフェルト方面へ向かう連邦道 B62号線が通っている。北のディーメルシュタットおよびコルバッハ方面から来た連邦道 B252号線はゲッティンゲンが終点である。
オベーレス・ラーンタール鉄道は、マールブルクからビーデンコプフおよびバート・ラースフェを経由してエルンテブリュックまでを結んでいる。この路線はクールヘッセン鉄道によって運営されている。この路線は町内にカルデルン、シュテルツハウゼン、ゴスフェルデンの駅がある。ザルナウ駅は2010年7月に旅客営業が廃止され、貨物駅に移行した。その代わりに、2010年7月4日にラーンタール＝ザルナウ停車場が開業した。

### 観光業
ラーンタールの町は、その町域の一部がヴルクヴァルト＝エーダーベルクラント地域、観光を目的としたラーンタール地域、ラーン＝ディル＝ベルクラント自然公園にそれぞれ属している。この町は、ラーンタール自転車道沿いにある。

## 引用
1. ↑  Hessisches Statistisches Landesamt: Bevölkerung in Hessen am 31.12.2023 (Landkreise, kreisfreie Städte und Gemeinden, Einwohnerzahlen auf Grundlage des Zensus 2011)]
2. ↑  ヘッセン環境地図. （ヘッセン環境・地質局）In: Hessisches Landesamt für Umwelt und Geologie（2012年5月6日 閲覧）
3. ↑  lahntal.de: ラーンタールの各地区、歴史（2012年5月6日 閲覧）
4. ↑  synagoge-wetter.de: Träger- und Förderverein ehemalige Synagoge Wetter e. V.（2012年5月6日 閲覧）
5. ↑  プロテスタント＝ルター派教会シュテルツハウゼン（2012年5月7日 閲覧）
6. ↑   Historisches Ortslexikon des Landes Hessen, LAGIS: ラーンタール（マールブルク＝ビーデンコプフ郡）（2012年5月7日 閲覧）
7. ↑  2011年3月27日の町議会議員選挙結果、ヘッセン州統計局（2012年5月7日 閲覧）
8. ↑  Klimax Nordkreis: 郡北部の環境保護とソーラーメッセのウェブサイト（2012年5月7日 閲覧）